# Feeling
 (juillet 2019).
Si vous disposez d'ouvrages ou d'articles de référence ou si vous connaissez des sites web de qualité traitant du thème abordé ici, merci de compléter l'article en donnant les références utiles à sa vérifiabilité et en les liant à la section « Notes et références ».
Pour les articles homonymes, voir Feeling (homonymie).
Feeling est le deuxième maxi-single de Leila sorti en 1998 chez Rephlex Records, cette chanson figure dans l'album Like Weather. Les deux autres morceaux sont des inédits. Il existe aussi un vinyle 7" de Feeling, il s'agit des remixes de ce titre.

## Liste des morceaux (CD et Vinyle 12")
1 / A1 - Feeling (Vidmix) (4:35) - Voix : Donna Paul
2 / B1 - Intro-Vert (4:06)
3 / B2 - Outro-Vert (LWT Mix) (4:51) - Voix : Luca

## Liste des morceaux (Vinyle 7")
A1 - Feeling (Album Fade Out Edit Version) (4:17) - Voix : Donna Paul
B1 - Summers Dub (4:35) - Voix : Donna Paul

## Fiche
- Label : Rephlex Records
- Catalogue : CAT 067 CD / EP et CAT067S pour le vinyle 7"
- Format : CD, Maxi-Single / EP
- Pays : Angleterre
- Date de parution : 1998
- Genre : Musique électronique
- Style : Ambient, IDM, musique expérimentale